# Sashegy
Sashegy, właśc. Sas-hegy (z węg. „orle wzgórze” – jedno ze wzgórz budańskich. Jego stoki pokryte są zabudową mieszkalną, okolice szczytu to obszar przyrody chronionej.

## Lokalizacja
Wzgórze znajduje się w XI dzielnicy Budapesztu, na wschód od Wzgórza Szwabskiego, na południowy zachód od Wzgórza Gellerta.

## Geologia
Szczyt zbudowany jest z dolomitów, które we wzgórzach budańskich występują dość często. Gleba to gliniasty margiel, który ulega zmianie wraz z nasiąkaniem wodą. Całość powoli zsuwa się w kierunku południowym, razem z wybudowanymi na niej domami, których ściany często pękają pod wpływem właściwości gleby.

## Obszar chroniony
Obszar chroniony można odwiedzać tylko z przewodnikiem. Spotkać tu można chronione gatunki zwierząt – jaszczurkę pannońską (Ablepharus kitaibelii fitzingeri), poskocza krasnego oraz kilka rzadkich gatunków roślin – m.in. kosaćca i goździk św. Stefana.
W granicach obszaru chronionego znajduje się bunkier z czasów II wojny światowej.